# The Jepson Manual
The Jepson Manual (abreviado Jepson Man.) es un libro con ilustraciones y descripciones botánicas escrito por el  botánico estadounidense; James Craig Hickman y publicado en Berkeley en 1993, con el título The Jepson Manual: Higher Plants of California.